# استرانسیم ۹۰
استرانسیم ۹۰ یا (۹۰
Sr) ایزوتوپ پرتوزای عنصر استرانسیم، پرتوهای بتا تابش می‌کند. نیم عمر آن ۲۸ سال است. از فراورده‌های شکافت سوخت‌های پرتوزای هسته‌ای است. آمیخته‌ای از استرانسیم ۹۰ کلرید. ایتریم ۹۰ کلرید و استرانسیم ۸۹ کلرید در محلول هیدروکلریک اسید است. همچنین به عنوان استرانسیم کربنات و استرانسیم تیتانات در دسترس است. به شدت سمی است. در تفاله‌های به دست آمده از انفجارهای هسته‌ای یافت می‌شود. توسط گیاهان جذب می‌شود و با وارد شدن در بدن بر مغز استخوان اثر می‌گذارد و اثرهای مرگ‌آور دارد.

## کاربرد
استرانسیم ۹۰ منبع پرتوزا برای سنجش کلفتی قطعه‌های صنعتی، حذف بار ساکن، مداوای بیماری‌های چشمی، در پرتونگاری (رادیوگرافی) برای تعیین یکنواختی پراکندگی ماده، در الکترونیک برای مطالعه استرانسیم اکسید در لوله‌های خلأ، فعال‌سازی مواد فسفرسانس، منبع تابش یون‌کننده، در رنگ‌های شب تاب، اندازه‌گیری غلظت (چگالی) لجن باتری‌های اتمی، کارخانه قند سازی، آتش بازی و …